# باب النصر (دمشق)
باب النصر كان من أبواب دمشق في الجهة الغربية للسور عند مدخل سوق الحميدية، وهو مختلف في إنشائه بين نور الدين الشهيد والملك الناصر محمّد بن قلاوون المملوكي. أسماؤه الأخرى: باب الجنان، باب الجنان المسدود، باب دار السعادة، باب السرايا.